# Cryptophleps kerteszi
Cryptophleps kerteszi är en tvåvingeart som beskrevs av Robert W. Lichtwardt 1898. Cryptophleps kerteszi ingår i släktet Cryptophleps och familjen styltflugor. Inga underarter finns listade i Catalogue of Life.